# بارفين كور
بارفين كور (بالإنجليزية: Parveen Kaur)‏ (من مواليد 19 أكتوبر 1988 في أوكاناجان، كندا) هي ممثلة كندية.

## حياة سابقة
نشأت بارفين في وادي أوكاناجان وهي من أصل الكنديين البنجابيين والسيخ الكنديين. في سن 18 انتقلت إلى تورنتو. تمارس اليوغا كتمرين واليوغا الحارة واليقظة كاملة. 

## روابط خارجية
- بارفين كور على موقع IMDb (الإنجليزية)
- بارفين كور على موقع روتن توميتوز (الإنجليزية)
- بارفين كور على موقع ألو سيني (الفرنسية)
- بارفين كور على موقع قاعدة بيانات الفيلم (الإنجليزية)